# الصادق النيهوم
الصادق النيهوم (1937 بنغازي - 1994 جنيف) كاتب وأديب وفيلسوف ليبي، ولد في مدينة بنغازي لأب بحَّار يعيش مسافرا أكثر مما يعيش مستقرا، وأم مريضة توفيت لاحقا، وهو لم يزل ابن شهرين، مما جعل والده يعتمد في تغذية الرضيع على حليب نعجة.
كتب في مجالات النقد الأدبي والمقالة الأدبية والقصة القصيرة والروايات ومقارنة الأديان والفكر، يجيد إلى جانب اللغة العربية، الألمانية والفنلندية والإنجليزية والفرنسية والعبرية والآرامية.

## سيرته
درس جميع مراحل التعليم في بنغازي إلى أن انتقل إلى الجامعة الليبية، وتحديدا بكلية الآداب والتربية - قسم اللغة العربية، وتخرج منها عام 1961 وكان ينشر المقالات في جريدة بنغازي بين عامي 1958-1959 ومن ثم عُين معيداً في كلية الآداب.
أعدَّ أطروحة الدكتوراه في «الأديان المقارنة» بإشراف الدكتورة بنت الشاطيء جامعة القاهرة، وانتقل بعدها إلى ألمانيا، وأتم أطروحته في جامعة ميونيخ بإشراف مجموعة من المستشرقين الألمان، ونال الدكتوراه بامتياز. تابع دراسته في جامعة أريزونا في الولايات المتحدة الأمريكية لمدة عامين.
درَّس مادة الأديان المقارنة كأستاذ مساعد بقسم الدراسات الشرقية بجامعة هلنسكي بفنلندا من عام 1968 إلى 1972.
انتقل إلى الإقامة في جنيف عام 1976 وأسس دار التراث، ثم دار المختار، وأصدر سلسلة من الموسوعات أهمها (موسوعة تاريخنا - موسوعة بهجة المعرفة)، وعمل بجامعة جينيف أستاذاً محاضراً في الأديان المقارن حتى وفاته.

## حياته الشخصية
تزوج عام 1966 من زوجته الأولى الفنلندية ورُزق منها بولده كريم وابنته أمينة، وكان وقتها مستقراً في هلسنكي عاصمة فنلندا، انتقل إلى الإقامة في جنيف عام 1976 وتزوج للمرة الثانية من السيدة (أوديت حنا) الفلسطينية الأصل.
توفي في جنيف يوم 15 نوفمبر 1994 ودُفن بمسقط رأسه مدينة بنغازي يوم 20 نوفمبر 1994.

## أعماله
كتب لصحيفة الحقيقة الليبية حينها، نشر أول مقالاته (هذه تجربتي أنا) مع بداية الصدور اليومي لصحيفة الحقيقة كما نشر بها:
- الكلمة والصورة
- الحديث عن المرأة
- عاشق من أفريقيا
- دراسة لديوان شعر محمد الفيتوري
نشر سنة 1967 مجموعة دراسات منها (الذي يأتي والذي لا يأتي) و(الرمز في القرآن)، وأصبح في هذه الفترة يمثل ظاهرة أدبية غير مسبوقة، وأخذ يثير اهتمام القراء، وكانت أطروحاته وأفكاره تتضمن أسلوباً مميزاً يشهد له الجميع بالحيوية والانطلاق،
وفي عام 1969 كتب دراسة (العودة المحزنة للبحر)، ونشر عدد من قصص الأطفال، وأهداها إلى طفله كريم، ونشر عام 1970 رواية (من مكة إلى هنا)، وفي 1973 صدر له كتاب (فرسان بلا معركة) و(تحية طيبة وبعد)، وأقام من 1974 إلى1975 في بيروت، وكتب أسبوعيا بمجلة الأسبوع العربي، وأشرف على إصدار موسوعة (عالمنا -صحراؤنا -أطفالنا - وطننا - عالمنا)، ومن ثم صدرت رواية (القرود).
عام 1986 صدرت له رواية (الحيوانات)، وفي 1987 صدر له كتاب (صوت الناس)، وعام 1988 بدأ الكتابة في مجلة الناقد منذ صدور الأعداد الأول منها في لندن. استمر بالكتابة بها إلى أن وافته المنية في عام 1994، صدر له كتاب (محنة ثقافة مزورة) عن دار نجيب الريس في لبنان عام 1991 ساهم في الكتابة في مجلة (لا) الليبية، كما صدر له كتاب (الإسلام في الأسر) عن دار نجيب الريس بلبنان، كذلك وفي نفس الدار صدر له كتاب (إسلام ضد الإسلام). وفي عام 2001 صدر عن دار تالة الليبية كتاب (طرق مغطاة بالثلج).

## اصداراته

### روايات:[5]
- من مكة إلى هنا. دار الحقيقة، 1970م/ بنغازي

| الصادق النيهوم | عندما اجتاز الزنجي الرف الخري الممتد على مدخل الخليج خلع حذاءه وتركه يتدلى على كتفه ثم انطلق يخوض في المياه الضحلة حتى وصل إلى قاربه المربوط وراء المدخل مباشرة ووضع جرابه ومجدافيه وقال فجأة: – الفقهاء أعداء الصيادين، انني استغفر الله إذا كان ذلك ذنباً حقيقياً. ولكن الفقي يقول لك أَن سلاحف البحر حوريات مسحورة، لا بد أنه يناصبك العداء. أَجل أَنا عبد جاهل لا يجوز أَن يخوض في أَقوال العلماء، لكن السلحفاة ليست حورية مسحورة إنما مجرد “فكرونة” كبيرة الحجم وقبيحة إلى حد لا يطاق، وقد قتلت منها بنفسي ما يربو على المائة دون أن يسخطني الله إلى حجر. | الصادق النيهوم |

- من قصص الأطفال. 1972م/ بنغازي

| الصادق النيهوم | .. ثم كان يا ما كان. . وكان في مدينة بنغازي زنجي عظيم طويل القامة يطوف الأزقة بأكياس الملح، ويضع الأحياء القديمة كل يوم وراء حماره المحمل أصبعه في أذنه، وينادي بصوته الجهوري ملح.. ملح. وكان الناس في بنغازي يدعونه “عبد الملح”، وكان الأطفال يرهبون رؤيته ويلاحقونه بعيونهم في صمت عندما يلوح بقامته المديدة ويخترق الأزقة متمايلاً وراء حماره مثل نخلة هائلة الارتفاع والرسوخ، ولكن الزنجي كان يحب الأطفال، وكان يطلع لهم لسانه الشديد الحمرة ويصدر به صوتاً يشبه نقيق الضفدعة حتى يغرق الأطفال في الضحك. | الصادق النيهوم |

- الحيوانات. الدار الجماهيرية، 1984م/ طرابلس
- القرود. دار الحقيقة، 1975م/ بنغازي
- الكلمة والصّورة.

| الصادق النيهوم | فتاة مخلوقة بطريقة متقنة تحمل في جسدها الأبنوسي ملايين هائلة من الظلال التي لا يمكن تحديدها قط، بينما يثير عقدها المصنوع من ودعات البحر ملايين أَخرى من الظلال الأكثر تعقيداً، وإذ يبدأَ الشاعر في البحث عن كلمات مجدية ليشرح مشاعره يكتشف في لحظة واحدة أَن ذلك مستحيل فليس ثمة كلمات تستطيع أَن تنقل إلى الخارج تلك اللفائف من المشاعر المعقدة.. | الصادق النيهوم |

```
كتب: 
```

- الرمز في القرآن دار الريس،
- إسلام ضد الإسلام. دار الريس، 1995م/ لندن

| الصادق النيهوم | يتمحور كتاب إسلام ضدالاسلام حول فكرة نقد الخطاب الدينى ويناقش الموضوع من عدة محاور أبرزها دور الجامع ومدى ملائمة الخطاب الدينى في فحواه ووسائله وكذلك نظام العدل الاجتماعى في الاسلام كنموذج يحتذى به بعيداً عن أى مزايدات | الصادق النيهوم |

- الإسلام في الأسر. دار الريس، 1991م/ لندن

| الصادق النيهوم | منذ صدور صحيفة "الناقد" صيف عام 1988 و"الصادق النيهوم" كاتبها الأكثر إثارة للجدل على الإطلاق، وكاتبها الأكثر جرأة في التصدي للمفاهيم الغيبية السائدة عن الإسلام، وكاتبها الأكثر استفزازاً لأصحاب الأفكار المسطحة، ناهيك عن كونه الكاتب الذي شغل كل رقيب في الإعلام العربي، ربما أكثر من أي كاتب معروف حتى الآن. وبقدر ما شغل الصادق النيهوم الرقباء، شغل القراء. | الصادق النيهوم |

- فرسان بلا معركة. دار الحقيقة، 1973م/ بنغازي

| الصادق النيهوم | المرأة في بلادنا لم تشارك في هندسة مجتمعنا، لم تشارك في تقييم أخلاقياته، لم توافق على مزاعمنا القائلة بأن شرف البنت مثل عود الكبريت وشرف الرجل مثل ولاعة “الرونسون”. | الصادق النيهوم |

- صوت الناس. دار الريس 1990م/ لندن
- محنة ثقافة مزورة صوت النّاس أم صوت الفقهاء.

| الصادق النيهوم | سيطر على الصادق النيهوم في كتابه (صوت الناس..محنة ثقافة مزورة) فكرة مركزية هي أن الانحراف الذي أصاب فكر وممارسات الأمة منذ مقتل عثمان تلخص في تغييب (الإدارة الجماعية)، لا على الصعيد السياسي فقط حيث انتقلت الأمة من الحكم الراشد إلى الملك العضوض، ولكن على جميع الصعد الفكرية والاجتماعية. | الصادق النيهوم |

- طرق مغطاة بالثلج. دار تالة، 2001 م /طرابلس (صدر بعد وفاته – جمع وإعداد الأستاذ سالم الكبتي)
- دراسة (العودة المحزنة للبحر)

| الصادق النيهوم | أسئلة تثيرها صفحات الكتاب، منذ سطورها الأولى، حتى آخر كلمة في الكتاب، وسوف يبذل القارئ لهذا الكتاب – بلا شك- جهداً كبيراً في سبر أغوار هذه الرحلة: ذهاباً وإياباً، كي يستطيع أن يحلق في أفق عوالم مؤلف الكتاب المتعددة المتباينة.. لكنه يحظى – في نهاية الأمر- إذا أجاد التحليق، بجائزة العودة السعيدة إلى البحر.. | الصادق النيهوم |

- الذي يأتي والذي لا يأتي
- تحية طيبة وبعد. دار الحقيقة 1972م بنغازي

| الصادق النيهوم | حسناً .. أَنا هنا في هذه المدينة البعيدة لست في حاجة على غضب أَحد. ولست في حاجة أَيضاً إلى من يشرع قلمه لكي يقذفني في الجحيم ملوثاً بالحبر الأحمر .. إن ذلك كله أَمر لا داعي له فأنا لست ملحداً ولا أَعمل لحساب المستشرقين الذين لا يجدون ثمة ما يفعلونه سوى أَن يشوهوا ديننا الحنيف بطريق الخداع. | الصادق النيهوم |

- الحديث عن المرأة والديانات. | الصادق النيهوم | يقدم النيهوم في هذا الكتاب دراسة مقارنة حول موضوع رئيسي وهو نظرة الديانات السماوية إلى المرأة، وكيف عاملتها عبر ثلاثة آلاف عام، وماذا قال الأنبياء عنها، باعتبار أن الكتب المقدسة هي المرجع الوحيد المعترف به لهذا التاريخ المعقد، وبيان قيمة الدراسات التي تقوم بها الجامعات في أوروبا لموقف المرأة في الإسلام خاصة، وغايته من ذلك وضع نهاية صورة بسيطة صغيرة لتاريخ الديانات والمرأة، كما حدّت ذلك التاريخ، كما ترويه الأديان نفسها، دون إضافات من قبل الكاتب، فالدراسة المقارنة لا تحتمل غير ذلك، ولا يمكن أن تحقق أهدافها إذا أصرّت على الحياد. | الصادق النيهوم |
- نزار قباني ومهمّة الشّعر.

| الصادق النيهوم | يتناول هذا الكتاب دراسة قصائد نزار قباني دراسة عميقة مفصلة تحليلية فمثلا يبدأ بالحديث عن المرأة التي ارتبط بها شعر نزار فيري أن نزار ليس شاعر المرأة واللقب الذي أعطي له شاعر المرأة إنما هو حافل بسوء الفهم وأن النقاد لقبوه بذلك لأنهم لم يجدوا مكانا أكثر وضوحا في قائمتهم الجاهزة سوي باب المرأة فهو يري ان المرأة في شعر نزار مخلوق غير حقيقي بالنسبة لواقع المرأة في العالم. | الصادق النيهوم |

- - ثلاث كلمات تُقال بأمانة عن مشكلة التّراث العربي.

| الصادق النيهوم | نقطة الانطلاق بالنسبة لي أَنني مواطن يؤمن بأن الإنسان يصل إلى هذا العالم عارياً وأَخرس لأن الله يعرف أَنه لا يحتاج إلى عمامة أَو قبعة مزينة بالريش ولا يحتاج أَيضاً إلى أَن يتكلم لغة خاصة أَو يميز نفسه بعلامة تجارية مثل علبة السردين. | الصادق النيهوم |

### موسوعات:
- موسوعة تاريخنا ستة أجزاء. دار التراث، جنيف، سويسرا 1977
- موسوعة بهجة المعرفة
- موسوعة عالمنا
- موسوعة صحراؤنا
- موسوعة أطفالنا
- موسوعة وطننا
- موسوعة عالمنا
- أطلس الرحلات (8 أجزاء) عام 1979
- موسوعة الشباب المصورة (8 أجزاء)
- موسوعة السلاح المصورة

### ترجمات
- بابا هيمنجواى كتاب 1966م
- موت رئيس جمهورية كتاب 1967م
- تعليق على مذكرات خرتشوف كتاب 1971م
- موسوعة أصل الحضارة لويل ديورانت

### إنتاج تلفزيوني:
- الشعب المسلح
- كي لا ننسى

## وصلات خارجية
- الصادق النيهوم على موقع أرشيف الشارخ.